# Дишеза дел Монте (Бари)
Дишеза дел Монте (итал. Discesa del Monte) је насеље у Италији у округу Бари, региону Апулија.
Према процени из 2011. у насељу је живело 28 становника. Насеље се налази на надморској висини од 119 м.